# Magnus Georg Paucker
Magnus Georg Paucker, auch Magnus Georg von Paucker, (russisch Магнус Георг фон Паукер; * 15. Novemberjul. / 26. November 1787greg. in St. Simonis; † 19. Augustjul. / 31. August 1855greg. in Mitau) war ein baltischer Astronom und Mathematiker.

## Leben und Wirken
Paucker war der Sohn des Landpfarrers Heinrich Johann Paucker und studierte ab 1805 Astronomie, Physik und Mechanik an der Universität Dorpat bei Georg Friedrich Parrot und Johann Wilhelm Andreas Pfaff. 1808 vermaß er den Lauf des Embach in Livland geodätisch und 1809 war er nach Beendigung seines Studiums am Bau der optischen Telegraphenlinie zwischen Sankt Petersburg und Zarskoje Selo beteiligt. Nach kurzer Zeit als Oberlehrer für Mathematik in Wyborg wurde er 1811 Observator am Observatorium in Dorpat (als Nachfolger von Ernst Christoph Friedrich Knorre, der 1810 starb) und hielt an der dortigen Universität Vorlesungen. 1813 wurde er bei Johann Sigismund Gottfried Huth promoviert (De nova explicatione phaenomeni elasticitatis corporum rigidorum, über Elastizitätstheorie), war aber schon vorher außerordentlicher Professor für Mathematik in Dorpat geworden. Im August desselben Jahres gab er seine Universitätslaufbahn auf (nachdem er als Assistent der Sternwarte zugunsten von Friedrich Georg Wilhelm Struve, der ebenfalls 1813 bei Huth promoviert wurde, übergangen wurde) und wurde Oberlehrer für Mathematik und Physik am Gymnasium Mitau.

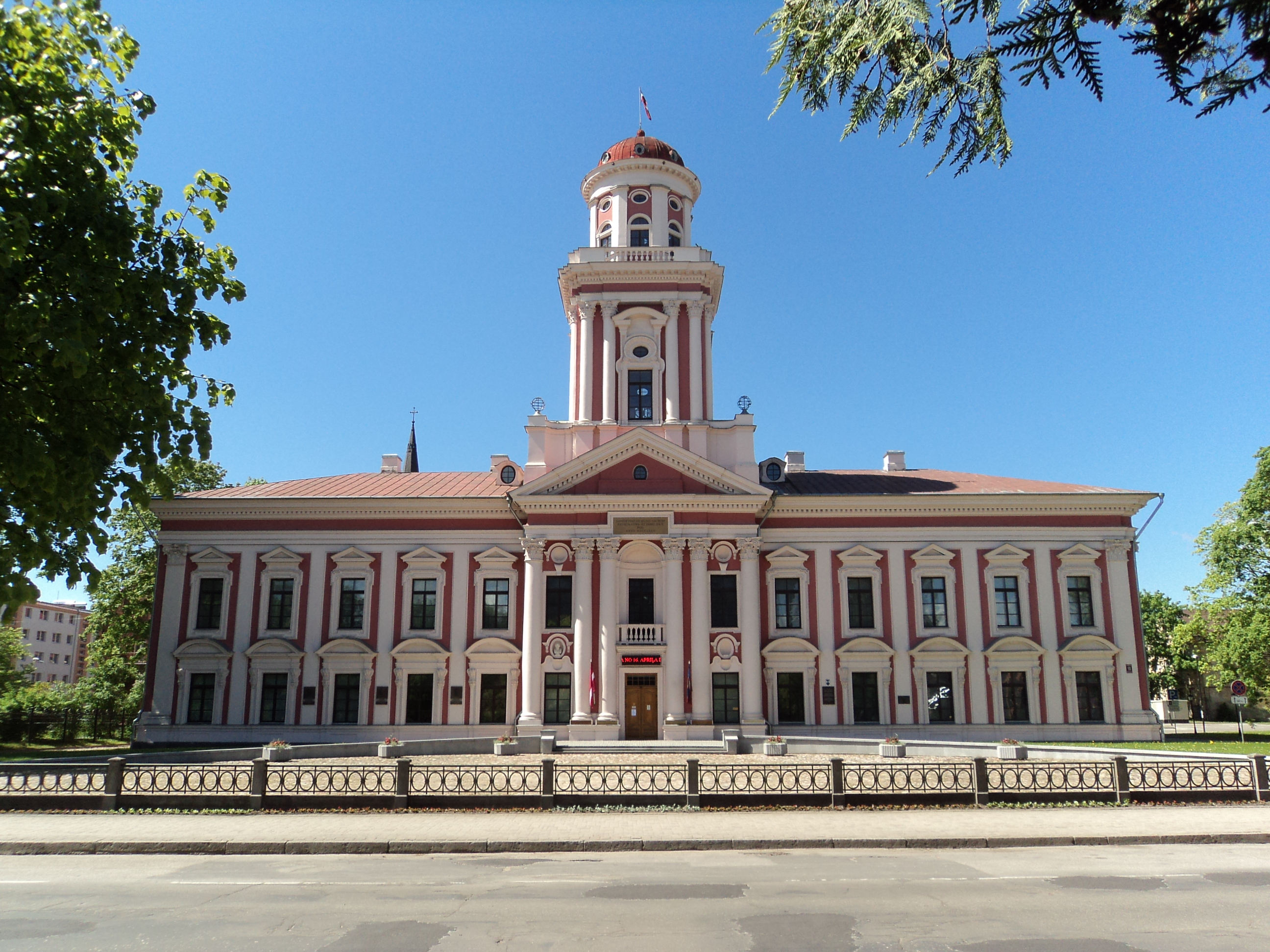
Historisches Gebäude des Gymnasiums Mitau; der Turm diente als Sternwarte

Das Gymnasium hatte eine umfangreiche Bibliothek und eine kleine Sternwarte. Er blieb dort den Rest seiner Laufbahn und lehnte 1818 einen Ruf als Professor für Astronomie nach Dorpat ab. Paucker veröffentlichte zahlreiche Abhandlungen und verzichtete 1845 auf sein Amt als Gymnasiallehrer um sich ganz der Forschung in Mathematik, Astronomie, Metrologie und anderen Gebieten zu widmen.
Er korrespondierte mit Carl Friedrich Gauß und veröffentlichte 1822 eine Konstruktion des regelmäßigen 257-Ecks mit Zirkel und Lineal. Gauß hatte in den Disquisitiones Arithmeticae bewiesen, dass eine solche Konstruktion prinzipiell möglich ist, aber erst Paucker gab die Formeln für die Konstruktion explizit an. Der Jacobi-Schüler Friedrich Julius Richelot veröffentlichte 1832 ebenfalls eine Konstruktion.
1832 erhielt er den ersten Demidow-Preis für sein Buch Handbuch der Metrologie Russlands und seiner deutschen Provinzen.
Er war einer der Gründer (1815) und ständiger Sekretär der Kurländischen Gesellschaft für Wissenschaft und Kunst. 1831 wurde ihm die ordentliche Mitgliedschaft in der Akademie der Wissenschaften in Sankt Petersburg angeboten, er lehnte aber ab, weil er in Mitau bleiben wollte.
Aus seiner 1819 geschlossenen ersten Ehe mit Anna Christina Wilhelmine von Baggehufwudt aus dem Hause Woibifer († 1835) sind die Söhne Karl von Paucker (1820–1883) und Hermann von Paucker (1822–1889) hervorgegangen.

## Schriften
- Geometrische Verzeichnung des regelmäßigen Siebzehn-Ecks und Zweyhundertsiebenundfünfzig-Ecks in den Kreis, Jahresverhandlungen der Kurländischen Gesellschaft für Literatur und Kunst, Band 2, 1822, S. 160–219 (online)
- Die ebene Geometrie der geraden Linie und des Kreises oder die Elemente,  Erstes Buch, Königsberg 1828
- Mémoire pour la construction géometrique des équations du troisième degré et sur les propriétés principales de ces équations, demontrées par la géométrie élementaire, Mémoires de l’Académie des sciences de St. Pétersbourg, Band 10, 1846, S. 158–266
- Metrologie der alten Griechen und Römer, Dorpater Jahrbücher für Litteratur, Statistik und Kunst, Band 5, 1835, S. 177–217
- Die Maaße und Gewichte Rußlands und seiner Provinzen, Schumacher’s Jahrbuch 1836, 1837
- Fundamente der Geometrie, Teil I bis IV, Mitau 1842, Teil V bis VIII, Leipzig 1842
- Die Gaussischen Gleichungen des Bogendreiecks und zwei merkwürdige Sätze vom Raum, Mitau 1844
- Die Bildlehre, Leipzig 1846